# Azerbajdzjans Davis Cup-lag
Azerbajdzjans Davis Cup-lag styrs av Azerbajdzjans tennisförbund och representerar Azerbajdzjan i tennisturneringen Davis Cup. Azerbajdzjan debuterade i sammanhanget 1996. Bästa resultat är en fjärde plats i Europa-Afrikazonens Grupp II 2003.